# USS Young (DD-580)
Lo USS Young (hull classification symbol DD-580) fu un cacciatorpediniere della United States Navy, entrato in servizio nel luglio 1943 come parte della classe Fletcher.
Attivo durante la seconda guerra mondiale, il cacciatorpediniere operò nel teatro dell'oceano Pacifico contro le forze dell'Impero giapponese, prendendo parte in particolare alla campagna delle Filippine. Disarmato poco dopo la fine della guerra, lo scafo dello Young fu radiato nel 1968 e quindi affondato nel 1970 durante un'esercitazione.

## Storia

### Entrata in servizio e prime operazioni
Impostata il 7 maggio 1942 nei cantieri della Consolidated Steel Corporation di Orange in Texas, la nave venne varata il 15 ottobre dello stesso anno con il nome di Young in onore di Lucien Young, un contrammiraglio della US Navy in servizio nella seconda metà del XIX secolo. La nave entrò quindi ufficialmente in servizio il 31 luglio 1943, e dopo aver intrapreso una crociera inaugurale nella regione del Golfo del Messico fu dislocata brevemente nella base navale di Guantánamo; durante questo periodo, nel novembre 1943, il cacciatorpediniere scortò la nave da battaglia USS Iowa dagli Stati Uniti all'Algeria attraverso l'oceano Atlantico: la nave aveva a bordo il presidente statunitense Franklin Delano Roosevelt, diretto alla conferenza di Teheran con gli altri leader supremi degli Alleati.
Durante il viaggio di rientro da questo assegnazione lo Young fu riassegnato al teatro operativo dell'oceano pacifico, e dopo aver passato il canale di Panama arrivò a Pearl Harbor all'inizio del dicembre 1943 per entrare in forza alla United States Pacific Fleet; dopo alcune settimane di addestramento nelle acque delle Hawaii, alla metà del gennaio 1944 lo Young fu assegnato al teatro operativo delle isole Aleutine. Al momento del suo arrivo in zona gli eventi salienti della campagna delle isole Aleutine erano terminati da tempo, e per i successivi otto mesi lo Young operò nelle tempestose acque davanti alle coste dell'Alaska principalmente impegnato nella scorta a convogli navali e in pattugliamenti anti-sommergibili; in questo periodo, le uniche azioni di combattimento per il cacciatorpediniere si verificarono quando lo Young fu assegnato alla formazione del contrammiraglio Wilder D. Baker incaricata di cannoneggiare le basi giapponesi nelle isole Curili: il cacciatorpediniere scortò gli incrociatori di Baker nel corso del primo bombardamento delle Curili il 2 febbraio 1944, nonché in un secondo bombardamento nel giugno seguente quando lo stesso Young cannoneggiò Matsuwa il 13 giugno e Paramushiru il 26 giugno.
Dopo aver intrapreso un turno di lavori di manutenzione a San Francisco nel settembre 1944, alla fine di ottobre lo Young si trasferì nella base di Manus nel Pacifico sud-occidentale; qui si unì alla scorta di un convoglio diretto a rifornire la testa di ponte appena allestita dai reparti anfibi statunitensi nelle Filippine, giungendo a Leyte il 18 novembre: appena arrivato il convoglio fu oggetto di un violento attacco aereo giapponese, e lo Young rivendicò l'abbattimento di tre velivoli nemici. Il 19 dicembre seguente il cacciatorpediniere lasciò Leyte per scortare un convoglio di rinforzi diretto alla testa di ponte statunitense allestita su Mindoro; sia durante il viaggio di andata che durante quello di ritorno a Leyte il convoglio fu attaccato da numerosi apparecchi giapponesi, con i cannonieri dello Young che rivendicarono l'abbattimento di un totale di sette aerei nemici. All'inizio di gennaio 1945 la nave fu assegnata alle operazioni di assalto anfibio in corso a Luzon, partecipando il 9 gennaio alla copertura dei reparti scesi a terra nel golfo di Lingayen e poi, più avanti quello stesso mese, a un secondo sbarco incontrastato nei pressi di Zambales. Nelle settimane seguenti lo Young rimase a incrociare a ovest di Luzon: il 14 febbraio, in coppia con il cacciatorpediniere USS Nicholas, la nave affondò due imbarcazioni suicide giapponesi che avevano tentato una sortita dalla Baia di Manila, mentre dal 16 febbraio appoggiò con i suoi cannoni la cattura da parte dei reparti statunitensi dell'isola di Corregidor.

### Ultime azioni e dismissione
Dall'aprile 1945 lo Young fu schierato nelle acque di Mindanao in appoggio alle truppe statunitensi in zona, una campagna priva di eventi di rilievo visto che molta della resistenza giapponese nell'isola era stata già neutralizzata dalle numerose bande di guerriglieri filippini; rientrato nella base di Eniwetok e quindi a Pearl Harbor alla fine di maggio 1945, il 12 giugno il cacciatorpediniere raggiunse San Francisco per un ciclo di lavori di manutenzione al Mare Island Naval Shipyard. Lo Young tornò operativo all'inizio di agosto, ma una volta che ebbe raggiunto Pearl Harbor la notizia della resa del Giappone e della cessazione delle ostilità era già stata diffusa; il cacciatorpediniere rimase quindi nelle Hawaii come parte di un gruppo navale incentrato sulla portaerei USS Saratoga, prima di salpare il 25 settembre per rientrare sulla East Coast. Lo Young arrivò quindi il 27 ottobre a New York, dove l'unità fu visitata dal presidente Harry Truman.
Lo Young rimase di stanza a New York fino al 1º novembre 1945, quando si trasferì a Charleston; qui la nave fu posta in riserva il 31 gennaio 1946, e quindi disarmata nel gennaio 1947. Lo scafo dello Young fu ufficialmente radiato dai registri navali della US Navy il 1º maggio 1968, venendo trasformato in nave bersaglio per le manovre di fuoco della marina; il 6 marzo 1970 lo scafo fu quindi colato a picco nel corso di un'esercitazione in Atlantico al largo delle coste della Virginia.